# 7837 Мутсумі
7837 Мутсумі (7837 Mutsumi) — астероїд головного поясу, відкритий 11 жовтня 1993 року.
Тіссеранів параметр щодо Юпітера — 3,316.